# Kõduküla (Elva)
Kõduküla est une localité de la commune d'Elva, en Estonie.
Au 31 décembre 2011, il compte 115 habitants.